# 荒一陽
荒 一陽（あら かずはる、1月30日 - ）は、日本の男性俳優、アイドル。福島県出身。

## 来歴
ファッション雑誌MEN'S KNUCKLEの読者モデル出身。
2015年7月7日より当時同じくAtoMエンターテイメント所属であった中島拓斗と共に王子様ユニット「堕翼†プリンス」としてアイドル活動を開始。
2016年2月3日 - 2月7日、舞台「オトメステージVol.3 マフィアモーレ☆」のアンサンブルキャストとして初めて舞台に出演する。以降、アイドル活動と共に「アイ★チュウ ザ・ステージ」や「イケメン戦国 THE STAGE」、舞台「DIABOLIK LOVERS MORE,BLOOD」など、2.5次元舞台と呼ばれるジャンルの舞台出演を重ねる。
2018年7月7日のワンマンライブにて「堕翼†プリンス」からの改名を発表された新生ユニット「Prista☆」のリーダーとして活動。
2020年3月6日のライブを最後に「Prista☆」が解散。同日にAtoMエンターテイメントとのマネジメント契約が満了していたことを、翌日本人Twitterと事務所公式Twitterより発表した。以降はフリーとして活動の後、2020年10月より株式会社Rise of Culturesへの所属となる。
2020年10月25日開催のイベント「あらしゃんトークショー Vol.1」にて発表された新ユニット「One-X」のリーダーとしてアイドル活動を再開。
2022年12月8日開催の所属ユニットOne-Xのライブ「SONAR~One-X 2nd ONE MAN LIVE~」にてForeProdactionへの移籍を発表。

次世代男性声優オーディション「ツキプロ Music Grand Prix 2016」に一期生として合格し「ツキクラ」、「劇団アルタイル」のメンバーとしても活動。

## 出演
太字はメインキャラクター。

### テレビアニメ
- ツキウタ。 THE ANIMATION（クラスメイト）

### テレビ番組
- ツキプロch.（TOKYO MX、2016年4月6日 - 6月22日、10月7日 - 12月29日）

### ゲーム
- アプリ「ツキノパラダイス」（2017年5月） - 霞サクヤ 役[6]

### 舞台
2016年 
- 舞台「オトメステージVol.3 マフィアモーレ☆」（2016年2月3日 - 7日 新宿村LIVE） - アンサンブル[7]

 2017年 
- ミュージカル「イケメン王宮◆真夜中のシンデレラ」（2017年1月14日 - 22日 あうるすぽっと） - ルイ=ハワード 役[8]
- 舞台「アルカナ・ファミリア Episode0 希望の花」（2017年3月1日 - 5日 CBGKシブゲキ!!） - ルカ 役[9]
- 劇団アルタイル SPRING FESTIVAL 2017（2017年4月15日 - 4月16日 NEW PIER HALL） -  霞サクヤ 役
- 舞台「アイ★チュウ ザ・ステージ」 - 折原輝 役（2017年8月25日 - 27日 サンケイホールブリーゼ、9月6日 - 10日 サンシャイン劇場）[10]

 2018年 
- 舞台「DIABOLIK LOVERS MORE,BLOOD」（2018年1月24日 - 28日 クラブeX） - 逆巻アヤト 役[11]
- 舞台「アイ★チュウ ザ・ステージ〜Stairway to Étoile 2018〜」 - 折原輝 役（2018年2月23日 - 3月1日 サンシャイン劇場）[12]
- イケメン戦国 THE STAGE〜織田信長編〜（2018年4月5日 - 9日 シアター1010） - 真田幸村 役[13]
- 舞台「イケメン革命◆アリスと恋の魔法 THE STAGE Episode 黒のキング レイ＝ブラックウェル」（2018年9月6日 - 11日 全労済ホールスペース・ゼロ） - ルカ＝クレメンス 役[14]

 2019年 
- アニドルカラーズ！キュアステージ（2019年1月12日 - 20日 シアターGロッソ） - 春宮亜蘭 役[15]
- イケメン戦国 THE STAGE〜上杉謙信編〜（2019年2月21日 - 24日 池袋サンシャイン劇場） - 真田幸村 役[16]
- イケメンヴァンパイア◆偉人たちと恋の誘惑 THE STAGE ～Episode.0～（2019年4月12日 - 16日 EX THEATER ROPPONGI） - アイザック・ニュートン 役[17]
- アイ★チュウ ザ・ステージ〜Rose Ecarlate～（2019年4月22日 シアター1010）- 折原輝 役 ※日替わりゲスト出演[18]
- トワイライトミュージカル ZONE-00 満月（2019年7月14日 - 21日 CBGKシブゲキ!!）- 弁天 役 [19]
- トワイライトミュージカル ZONE-00 月食（2019年9月14日 - 23日 シアターサンモール）- 弁天 役 [20]
- アイ★チュウ ザ・ステージ〜Rose Ecarlate deux～（2019年10月14日 シアター1010）- 折原輝 役 ※日替わりゲスト出演[21]
- イケメン戦国 THE STAGE 番外編〜はじまりの物語〜（2019年12月26日 - 30日 博品館劇場） - 真田幸村 役[22]

 2020年 
- 舞台「イケメン源氏伝 あやかし恋えにし ～義経ノ章～」（2020年2月14日 - 20日 三越劇場） - 那須与一 役[23]
- 人狼系推理バトル「レジスタンスイレブン～見えない敵を封鎖せよ～」（2020年6月10日 - 21日 TACCS1179）[24] ※公演中止[25]
- イケメン戦国 THE STAGE〜明智光秀編〜（2020年9月4日 - 9日 EX THEATER ROPPONGI） - 真田幸村 役[26]
- 舞台「CharadeManiacs」（2020年10月3日 - 11日 ラゾーナ川崎プラザソル）- 獲端ケイト 役 [27]
- 舞台「ハイスクール！奇面組３」〜危機一髪！修学旅行編〜（2020年11月18日 - 23日 草月ホール）- 切出翔 役 [28]

 2021年 
- イケメンヴァンパイア◆偉人たちと恋の誘惑 THE STAGE ～Episode.1〜（2021年4月23日 - 29日 シアター1010） - アイザック・ニュートン 役[29]※延期公演上演[30]
- 舞台「One Night Butterfly」（2021年8月12日 - 15日 有楽町よみうりホール、8月21日 - 8月22日 ABCホール 8月16日 - 8月17日 有楽町よみうりホール） - 天童夏紀 役※大阪公演中止、東京追加公演有り [31]

 2022年 
- アイ★チュウ ザ・ステージ〜Le musée tricolore～（2022年5月19日 - 5月23日 シアター1010）- 折原輝 役[32]
- 舞台5周年記念 イケメンシリーズ THE STAGE～世界を駆けて、祝祭を～（2022年9月24日 - 9月28日 シアター1010）- 那須与一 役[33]

 2023年 
- 舞台「Go Forward！」（2023年6月16日 - 6月22日 かめありリリオホール）- 矢来徹   役[34]

 2024年 
- 舞台「CharadeManiacs」再演（2024年1月11日 - 15日 ラゾーナ川崎プラザソル）- 獲端ケイト 役 [35]

 2025年 
- アイ★チュウ ファイナルシーズンVol.2〜 Persona / Bal masque〜（2025年8月20日 - 24日〈予定〉、ところざわサクラタウン） - 折原輝 役[36]

### イベント
※事務所ライブは省略
 2016年 
- TSUKINO CROWD FESTIVAL 2016 SUMMER（2016年7月18日 科学技術館サイエンスホール）
- TSUKINO CROWD FESTIVAL 2016 WINTER（2016年12月13日 赤坂BLITZ）

 2017年 
- TSUKINO CROWD FESTIVAL 2017 SPRING（2017年5月13日 Zepp Tokyo）
- LIVE!!アイ★チュウ ザ・ステージ～étincelle～（2017年11月25日 Zepp Tokyo） - 折原輝 役[37]

 2018年 
- LIVE!!アイ★チュウ ザ・ステージ〜les quatre saisons〜（2018年7月16日 国際フォーラム ホールC） - 折原輝 役[38]
- イケメン戦国 THE STAGEコラボ記念ツアー（2018年10月27日 - 28日） - 真田幸村 役[39]
- アイ★チュウ　ザ・ステージ　1st Fan Meeting（2018年12月29日 AiiAシアターTokyo） - 折原輝 役[40]

 2023年 
- LIVE!!!!アイ★チュウ ザ・ステージ〜Éclat des fleurs〜（2023年2月18日 - 19日 新宿文化センター 大ホール） - 折原輝 役[41]

 2024年 
- 舞台「CharadeManiacs」再演 プレイベント（2024年1月6日 ラゾーナ川崎プラザソル）- 獲端ケイト 役 [42]
- 俺が初めてスパイだと疑われた日 Ep.04（2024年3月2日 日本橋PACMAN）[43]
- Live!!!!!アイ★チュウ～Réalisateur de rêve～（2024年8月3日 パルテノン多摩） - 折原輝 役[44]

 2025年 
- 舞台「アイ★チュウ」2nd Fan Meeting（2025年3月20日 一ツ橋ホール）- 折原輝 役 [45]

### Web配信
- モデちゃん（2015年1月23日 - ） - 各週レギュラー
- とびだせ！はぴすた学園！（ニコニコ生放送、2016年10月20日 - 2017年2月16日（全12回）） - 準レギュラー
- SimCity BuildItWeb CM - AKIRA 役[46]
- イケメン朗読プロジェクトbooks!! - 第九回「羅生門」#1[47]、#2 [48]
- VOIPARA - 第16回 芥川龍之介「あばばばば」（ニコニコチャンネル、2020年10月21日）[49]

### モーションアクター
- アイドリッシュセブン Second BEAT!（2020年）[50]

### ラジオ
- One-Xのクロスするラジオ（FM FUJI 、2021年1月7日 - 2022年3月27日）- One-X（メンバーが週変わりで担当）[51]

## 書籍

### ムック本
- ツキクラ オフィシャルファンブック 僕らのPiece（2017年2月27日、エムオン・エンタテインメント）ISBN　978-4-7897-7263-1
- コンビポーズ集150（2018年12月25日、玄光社）ISBN　978-4-7683-1145-5[52]

### 写真集
- 荒一陽1st写真集 あらしゃん！（2021年4月23日、講談社）ISBN 978-4-06-522470-0

## イメージモデル
- VO5 ハイエッジ ビジュアルロックワックス[ドライロックタイプ][53]

## その他
- ツキノ芸能プロダクション『劇団アルタイル』（霞サクヤ）[54]